# 锡金双盖蕨
锡金双盖蕨（学名：Diplazium sikkimense）也称锡金短肠蕨，为蹄盖蕨科双盖蕨属下的一个种。